# Snežnica
Snežnica (in ungherese Havas) è un comune della Slovacchia facente parte del distretto di Kysucké Nové Mesto, nella regione di Žilina.